# ماکسی ناوک
ماکسی ناوک (آلمانی: Maxi Gnauck) ژیمناست زادهٔ ۱۰ اکتبر ۱۹۶۴ میلادی اهل کشور آلمان شرقی است.